# Die letzte Freude
Die letzte Freude ist ein deutsches Stummfilmmelodram aus dem Jahre 1914.

## Handlung
Ungewöhnlich für ein Melodram aus der Kaiserzeit, spielt diese Geschichte nicht in Adelskreisen oder einem anderweitig wohlhabenden Ambiente, sondern vielmehr im Umfeld armer Arbeiter. Einer von ihnen ist als Maurer tätig. Seine Frau ist sehr genügsam, weiß sie doch, dass sie und ihr Mann niemals große Sprünge machen werden können. Und so begnügt man sich mit den kleinen Freuden des Alltags, etwa einer Fahrt ins Grüne am arbeitsfreien Tag, um dort die Natur und den Sonnenschein genießen zu können. Ein Gläschen Bier zur Abkühlung und der Blick über die Heimatstadt von einer lieblichen Anhöhe sind bereits großer Lebensluxus. 
Als die Maurergattin eines Tages bei einer Freundin, die als Stubenmädchen arbeitet, einen aparten Sonnenschirm entdeckt, wird bei ihr zum ersten Mal materielle Sehnsucht geweckt: Genau so einen möchte sie auch haben! Als sie beim Schaufensterbummel einen ähnlichen Schirm in der Auslage entdeckt, ist sie fasziniert und hängt ihren Gedanken nach. In einem Moment der Unachtsamkeit gerät sie auf die Straße und wird dabei von einem heranbrausenden Auto erfasst. Schwer verletzt eilt ihr Mann herbei und gibt sein letztes Geld – zwanzig Mark – und eine Taschenuhr her, um der sterbenden Gattin den Sonnenschirm zu kaufen. Es soll die letzte Freude der Maurergattin werden, denn mit einem seligen Blick schließt sie für immer ihre Augen.

## Produktionsnotizen
Die letzte Freude war lediglich zwei Akte lang und lief 1914 sowohl in deutschen als auch in österreichischen Kinos an. 

## Kritik
Die Kinematographische Rundschau schrieb: „„Die letzte Freude“ ist ein Bild von Lebenswahrheit und Lebensschlichtheit. Ein Bild, dessen Dichter der Alltag ist. Ein wirkliches Ereignis. Es spielt in den untersten Schichten einer jungen Arbeiterfamilie (…) Das Stückchen ist ebenso schlicht als packend gespielt.“. 